# Gamasomorpha bipeltis
Gamasomorpha bipeltis är en spindelart som först beskrevs av Tamerlan Thorell 1895. Gamasomorpha bipeltis ingår i släktet Gamasomorpha och familjen dansspindlar.
Artens utbredningsområde är Myanmar. Inga underarter finns listade i Catalogue of Life.